# Hydrasterias sexradiata
Hydrasterias sexradiata är en sjöstjärneart som först beskrevs av Perrier, in Milne-Edwards 1882.  Hydrasterias sexradiata ingår i släktet Hydrasterias och familjen Pedicellasteridae. Inga underarter finns listade i Catalogue of Life.